# Macrolophus rubi
Macrolophus rubi ist eine Wanzenart aus der Familie der Weichwanzen (Miridae). Manche Autoren bezweifeln ihren Artstatus und synonymisieren sie mit der mediterranen Art Macrolophus costalis.

## Merkmale
Die Wanzen werden 3,4 bis 4,5 Millimeter lang. Die Arten der Gattung Macrolophus kann man anhand der dunklen Striche zwischen den ziemlich kleinen Facettenaugen und dem Pronotum erkennen. Die Art sieht Macrolophus pygmaeus sehr ähnlich, unterscheidet sich aber durch das dritte Glied der Fühler. Dieses ist etwa doppelt so lang wie das vierte statt nur etwa 1,75 Mal so lang wie bei der ähnlichen Art. Der grüne Clavus der Hemielytren besitzt an seiner Spitze einen kleinen schwarzen Fleck, die Fühler sind etwas länger und auch die Körperlänge der Imagines ist generell etwas länger als bei der ähnlichen Art, wobei es hier aber Überschneidungen gibt.

## Vorkommen und Lebensraum
Die Art ist von West- und Mitteleuropa über den Südosten bis in die Ukraine, den Kaukasus und Kasachstan verbreitet. Sie ist aus Deutschland nur vereinzelt von Schleswig-Holstein
über das Nordwestdeutsche Tiefland, Hessen und Rheinland-Pfalz bis nach Baden-Württemberg nachgewiesen. Möglicherweise fehlt sie im Osten. In Österreich gibt es bisher keine Nachweise.

## Lebensweise
Die Wanzen ernähren sich angeblich von Rubus-Arten und ist auch gemeinsam mit Macrolophus pygmaeus an Wald-Ziest (Stachys sylvatica) nachgewiesen. Wie die anderen Arten der Gattung ist auch Macrolophus rubi zoophytophag. Die Überwinterung findet vermutlich als Ei statt. Die Imagines treten von Ende Juni bis September auf. Man findet die Wanzen insbesondere auf Tabakpflanzen.

## Bilder

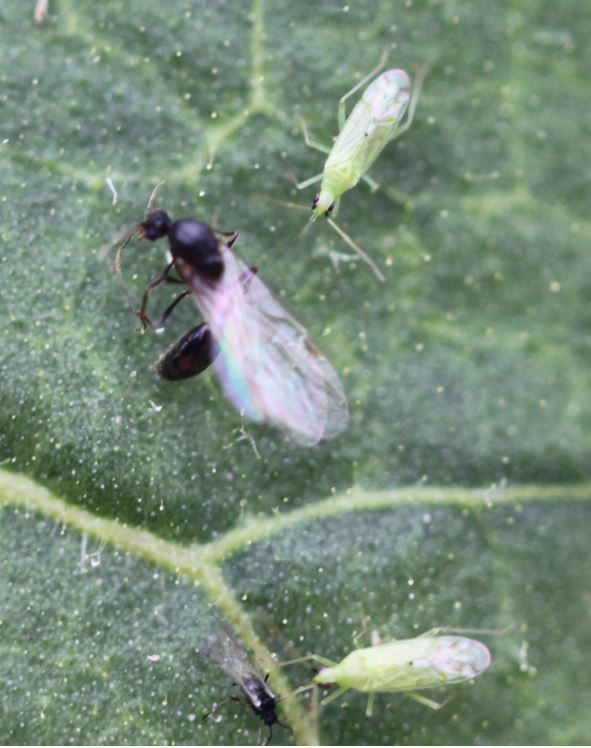
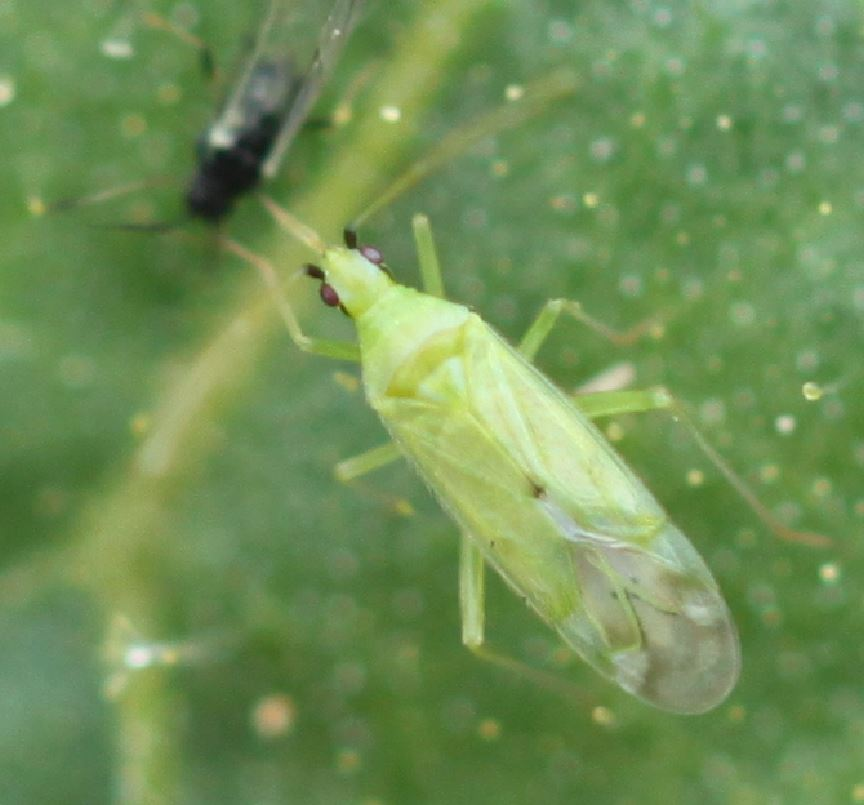
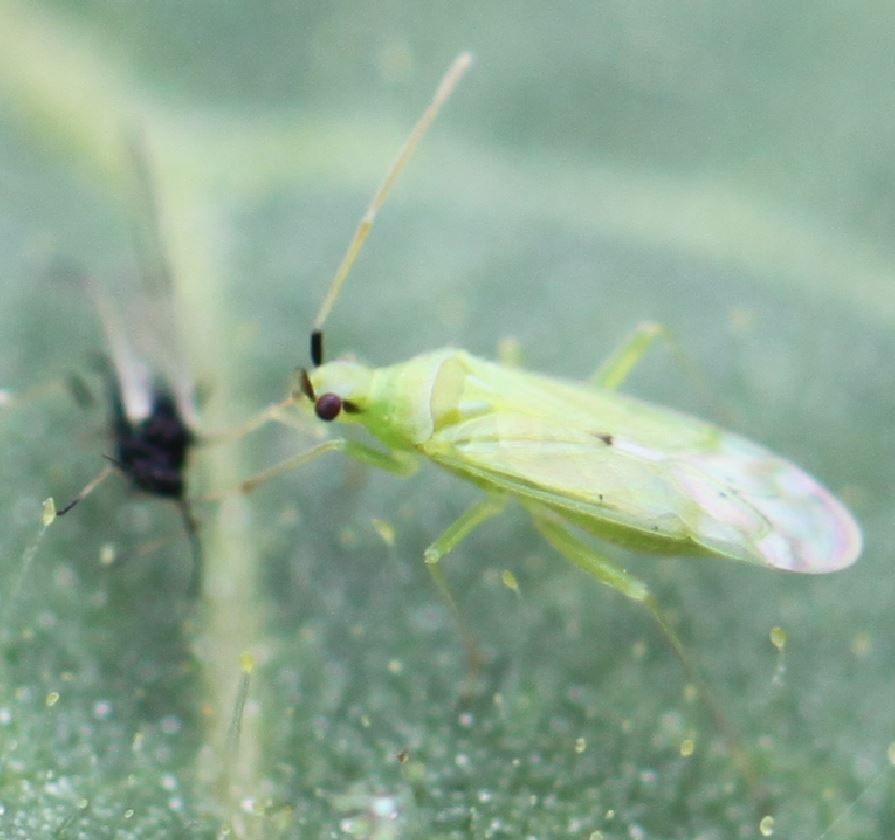
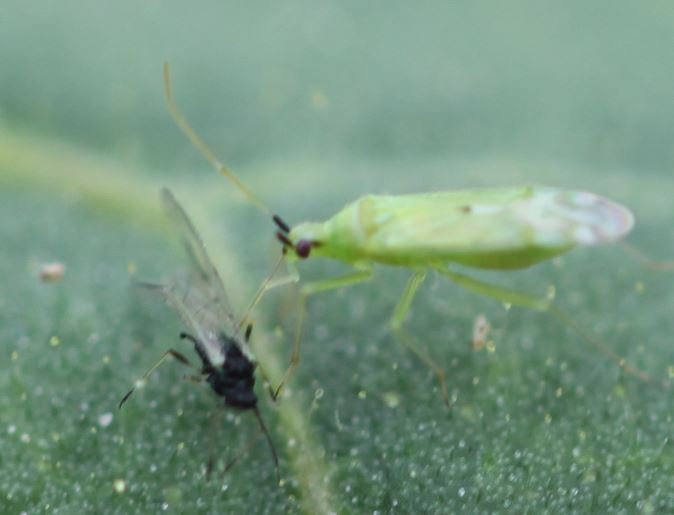
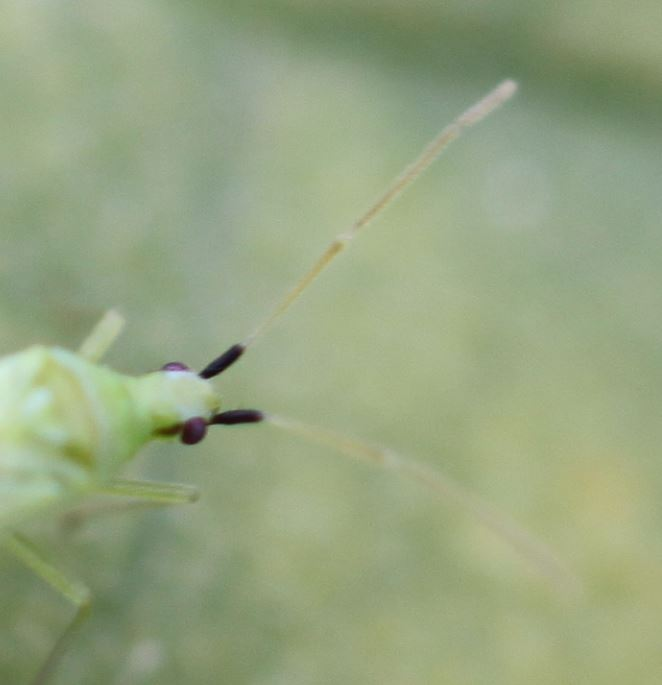

## Belege